# Cyathea murkelensis
Cyathea murkelensis är en ormbunkeart som beskrevs av Masahiro Kato. Cyathea murkelensis ingår i släktet Cyathea och familjen Cyatheaceae. Inga underarter finns listade.